# オジンはバッテン!まるごとヤングミュージック
『オジンはバッテン!まるごとヤングミュージック』は、ニッポン放送が1982年10月4日から1983年4月1日まで毎週月曜日 - 金曜日の20:00 - 20:55に編成していた番組のレーベル枠とそのタイトル。

## 概要
本枠が編成されていた期間はニッポン放送ショウアップナイターのナイターオフ期間。当時ニッポン放送のナイターオフ20時台の枠はナイターオフ期間ごとに日替わりで異なるパーソナリティによる5本の番組を並べる編成をしており、1976年度の「ねらえ!サウンドライフ」から1時間（55分）枠でのこの体制が続いていたが、この体制は1982年度の本枠までで、次年度1983年度からも20時台のこの枠で日替わり番組枠の体制（「まるのみヤングバーガー」）が続いたが枠は30分に短縮し、この編成は1984年度の「KISS KISS シンドローム」まで続いた。

## 各番組の概要
曜日ごとにパーソナリティの異なる以下の5本の番組で構成されていた。
月曜「武田久美子・水島裕の愛して!ウィウィ」
- パーソナリティは武田久美子と水島裕。水島裕は石野真子と組んだ、1980年10月〜1981年4月放送のザ・リクエストパレード木曜『真子と裕のハッスルペアマッチ』以来となるニッポン放送平日20時枠の登板である。
- この番組自体がひとつの学園のような形式で仕立てた、学園生活をテーマにしたラジオバラエティー[2]。ディレクターは当時『笑福亭鶴光のオールナイトニッポン』なども担当していた本郷純二[2]。
- 武田は本番組終了後も、1か月置いて1983年5月2日から『武田久美子 パイオニア・サウンド・ハイスクール』で引き続きニッポン放送でパーソナリティを務めた。
- 主なコーナーは以下の通り。
  - 『面白学級新聞』- 全国の高校、中学校で作られている、クラスや学校の新聞を紹介[2]。
  - 『学園ドラマ』- 毎週幅広い題材の物語を展開。水島が登場人物やシーンなどによって声を使い分けた演技を披露した[2]。
  - 『恋占い』- 恋人・ガールフレンド・ボーイフレンドのいるリスナーからのはがきに応え、その相性を専門家が深く追求[2]。
  - 『女の子のための商品情報』- はがきで寄せられた店や新製品などの最新情報を紹介[2]。
- 小学館の一社提供[1]。

火曜「山下久美子 ムネキュンパラダイス」
- パーソナリティは山下久美子。胸キュンという感情をリスナーと一緒に考えていくというコンセプトでスタート[3]。なお山下は「胸キュン」という言葉を最初に発した人物でもある（山下久美子#エピソードの節を参照）。
- ゲストも多く招いてのトークを展開。番組では「RCサクセションの忌野清志郎らともしっかりコミュニケーションしていきたい」としていたことがある[4]。
- 角川書店グループの一社提供[1]。

水曜「松本伊代・チャゲ&飛鳥 あなたにお手あげ」
- パーソナリティは松本伊代とチャゲ&飛鳥。
- 大王製紙の一社提供[1]。

木曜「シャネルズ・堀ちえみ 月影のナポリタン思わずブッ!」
- パーソナリティはシャネルズ（後のラッツ&スター）と堀ちえみ。
- 堀ちえみはこの番組タイトルを見て「わあ～こんなのやりたくないわ」「『ブッ!』なんて臭そうじゃない」と言っていたというエピソードがある[5]。なお、番組ではこの「ブッ!」は吹き出し笑いのことであるとしている[5]。
- ジョイパックグループの一社提供[1]。

金曜「嶋大輔・伊藤さやか ヨ・ロ・シ・ク最高!」
- パーソナリティは嶋大輔と伊藤さやか。共にラジオパーソナリティはこれが初めてであった[3]。
- 週末の遊び、レジャーをテーマのひとつとした番組[3]。
- 提供は白泉社、ビブレ海老名[1]。

## ネット局
（出典：）
- STVラジオ：月〜金 20:00 - 20:55
- 青森放送：月曜 20:00 - 20:55（『愛して!ウィウィ』のみ）
- 山梨放送：月〜金 21:00 - 21:55
- 北陸放送：月・木・金 20:00 - 20:55
  - 火曜の『ムネキュンパラダイス』は木曜で放送、木曜の『月影のナポリタン思わずブッ!』は放送無し。
- 東海ラジオ放送：土曜 19:00 - 19:55（『ムネキュンパラダイス』のみ）
- MBSラジオ：土曜 19:00 - 19:55（『ムネキュンパラダイス』のみ）
- 山口放送：火〜金 20:00 - 20:55（『愛して!ウィウィ』は放送無し）
- 西日本放送：月〜金 20:00 - 20:55
- 南海放送：日曜 20:00 - 20:55（『月影のナポリタン』のみ）
- 九州朝日放送：月〜金 20:30 - 21:25
  - 枠タイトルを同局独自で「ヤングタウン・夜はこれから」と改題して放送。
- 長崎放送：月〜金 20:00 - 20:55
- 南日本放送：火〜金 20:00 - 20:55（『愛して!ウィウィ』は放送無し）